# Die Braut von der Tankstelle
Die Braut von der Tankstelle ist eine deutsche Filmkomödie aus dem Jahr 2005. Regisseur war Josh Broecker, der auch das Drehbuch schrieb. Die Hauptrollen spielten Floriane Daniel und René Steinke.

## Handlung
Durch einen Zufall erfährt Felix bei seiner Geburtstagsfeier, dass er von Frau und Freund betrogen wird. Wutentbrannt rast er mit seinem hellblauen Porsche fort, um seinem Leben ein Ende zu setzen. Durch einen unglaublichen Zufall gelingt dies nicht. Hieraus entwickelt sich ein merkwürdiges Tauschgeschäft zwischen Felix und dem fast überfahrenen Feldarbeiter. Eine heruntergekommene Tankstelle kann Felix nun sein Eigen nennen.
Dabei macht ihm nicht nur die Umstellung vom Lichtreklame-Unternehmer zum Tankstellenwart zu schaffen, sondern auch die gegenüberliegende Tankstelle, deren Inhaberin Weda nichts unversucht lässt, Felix zu ruinieren. Für beide Parteien geht es um die Existenz.
Erst als ein Ölkonzern Interesse für beide Tankstellen anmeldet, kommen sich die beiden Streithähne auf einem Dorffest näher und arbeiten nun gemeinsam gegen den neuen Feind.

## Kritiken
„Vergnügliche (Fernseh-)Komödie, die von trockenem Witz lebt, sich aber auch in den ernsteren Partien auf das durchwegs liebevoll gestaltete Drehbuch sowie wunderbare Schauspieler verlassen kann“

„Schon mit seiner ersten Auftragsarbeit fürs Fernsehen, den Liebesfilm No Sex, zeigte der Ex-Werbefilmer Josh Broecker, dass er auch aus recht unwahrscheinlichen Geschichten turbulente und muntere Unterhaltung produzieren kann. Und auch seine weiteren Regiearbeiten wie Ein Millionär zum Frühstück, Affäre zu dritt und Schwer verknallt zeigten sein Händchen für derartige Stoffe. So auch Die Braut von der Tankstelle, einmal mehr eine witzige Liebesgeschichte jenseits der Realität – dieses Mal sogar nach einem eigenen Drehbuch.“